# Chris Brown (beisebolista)
John Christopher Brown (Jackson, 15 de agosto de 1961 — Houston, 26 de dezembro de 2006) foi um jogador estadunidense de terceira base da Major League Baseball (MLB), mais conhecido por atuações pelo San Francisco Giants.
Brown foi a segunda escolha do Giants no draft de 1979, e estreou na equipe principal em 1984. Na sua primeira temporada completa, em 1985, teve atuação destacada, rebatendo .261 em média, com 16 home runs e 61 corridas. Participou da seleção dos Novatos do Ano, ao ser o quarto mais votado. Em 1986, Brown foi convocado para o Jogo das Estrelas da Major League Baseball pela Liga Nacional.
Seu desempenho foi ascendente até o fim da temporada de 1986, quando começou a ser incomodado por contusões. A partir de então, seu aproveitamento foi ruim, o que levou Brown a encerrar a carreira aos 28 anos de idade, em 1990.
Brown trabalhou no Iraque em 2004, como motorista da multinacional de enegia Halliburton.
Brown faleceu em 2006, aos 45 anos, por complicações devidas a queimaduras, após um incêndio atingir uma sua residência em Sugar Land. A causa do incêndio permanece misteriosa, já que, de acordo com autoridades, não havia móveis ou outras pessoas na casa, que estava abandonada há meses.

## Números na carreira
- Aproveitamento no bastão: .26,9%
- Home runs: 38
- RBIs: 184